# 喜多川歌麿 (2代目)
二代目 喜多川歌麿（にだいめ きたがわ うたまろ、生没年不詳）とは、江戸時代後期の戯作者、浮世絵師。

## 来歴
恋川春町の門人、後に初代喜多川歌麿の門人となる。通称は小川市太郎（または北川鉄五郎とも）といった。李庭亭幸町、雪町、梅雅堂などと号す。初めは戯作者の恋川春町に戯作の師事を受ける。師の春町の没後二代目春町を称し、戯作者として寛政7年（1795年）に2種の黄表紙を執筆している。その後に歌麿の門人となり、文化3年（1806年）に歌麿が没すると、その妻に入夫して二代目歌麿を称したという。絵師としては版本の挿絵や大判錦絵を手がけた。その画風が晩年の初代歌麿の作品と極めて似ているので「歌麿」落款の錦絵、肉筆浮世絵ともに見間違いやすいが、極め印が文化3年9月以降のものについては二代目歌麿の作として見分けられる。活動期は天保2年（1831年）に二代目春町の名で戯作本を出しているのが最下限であり、このころまで存命だったと見られる。弟子に盛岡藩士の田口森蔭（藤長）など。
石田泰弘は二代目歌麿の複数説を唱えている。

## 作品
- 『扇屋内滝川 艶粧』　大判　日本浮世絵博物館所蔵　文化初期
- 『遊女立姿図』　絹本着色　東京国立博物館所蔵　文化年間
- 『朝顔図』　絹本着色　奈良県立美術館所蔵　文化年間
- 『三美人図』　絹本着色　三幅対　ボストン美術館所蔵
- 『文読む娘図』　絹本着色　ボストン美術館所蔵
- 『木曾冠者源義仲及其一門』　東京都立図書館[2]、岐阜県博物館所蔵[3]